# Кэмпбелл, Арчибальд, 1-й маркиз Аргайл
Арчибальд Кэмпбелл (англ. Archibald Campbell; 1607 — 27 мая 1661), 1-й маркиз Аргайл (c 1641 г.), 8-й граф Аргайл (с 1638 г.) — крупнейший государственный деятель Шотландии времён Английской революции и ковенантского движения, фактический глава правительства страны на протяжении большей части периода нахождения ковенантеров у власти в Шотландии.

## Молодые годы
Арчибальд Кэмпбелл был старшим сыном Арчибальда, 7-го графа Аргайла, и леди Анны Дуглас. В 1622 году он окончил Сент-Эндрюсский университет. После перехода отца в католичество и его эмиграции в Испанию в 1618 году Арчибальд Кэмпбелл вступил в управление обширными владениями Кэмпбеллов в западной Шотландии. Властный и авторитарный лорд Лорн (таким титулом пользовался Арчибальд до смерти своего отца в 1638 году) уже в молодости начал претендовать на ведущие позиции в шотландском обществе. В его подчинении находился самый могущественный из горных кланов Шотландии — клан Кэмпбелл, который мог выставить своему лидеру армию до 2000 солдат, а также земли в Аргайле, Кинтайре, Лорне, Баденохе, Лохабере и Ангусе. Арчибальд по-праву являлся одним из самых могущественных аристократов Шотландии. Его поддержку искал сам король Карл I, который включил в 1628 году лорда Лорна в состав своего Тайного совета. Однако, несмотря на вхождение в высший орган государственной администрации, Кэмпбелл дистанцировался от религиозной политики короля, пытавшегося реформировать шотландскую пресвитерианскую церковь по англиканскому образцу.

## Принятие Ковенанта
Прекрасно ориентируясь в настроениях шотландского общества, лорд Лорн отказался участвовать в первом богослужении в Эдинбурге по новой королевской литургии в 1637 г., которое вызвало мощное восстание, быстро распространившееся на всю страну. В начале 1638 г. восставшие приняли «Национальный ковенант» — манифест шотландского народа в защиту пресвитерианства и против королевского абсолютизма. Лорд Лорн вместе с лордом-казначеем Шотландии графом Траквером были вызваны в Лондон на переговоры к королю. Кэмпбелл отказался осудить Ковенант и предложил Карлу I отменить свои церковные реформы. Разгневанный король в ответ поддержал претензии графа Антрима, вождя клана Макдональд, на владения Кэмпбеллов в Кинтайре. Это ещё более углубило недоверие лорда Лорна к королю и толкнуло его в стан ковенантеров.
В конце 1638 г. Арчибальд Кэмпбелл (ставший после смерти отца графом Аргайлом) принял участие в генеральной ассамблее шотландской церкви в Глазго, причём он не подчинился решению королевского представителя маркиза Гамильтона о роспуске собрания и продолжил участвовать в заседаниях, на которых, в частности, было принято решение о ликвидации епископата в Шотландии. В начавшейся в 1639 г. войне между королём и шотландскими сословиями Аргайл встал на сторону последних и во главе небольшого отряда, набранного среди членов клана Кэмпбелл, захватил замок Бродик на Арране. Позднее Аргайл стал одним из инициаторов важного конституционного преобразования в стране — лишении короля права влиять на формирование Комитета статей, ведущего законотворческого органа, избираемого парламентом Шотландии. Аргайл вошёл в состав нового комитета сословий, который стал фактическим правительством ковенантской Шотландии, не подчинившись указу короля об отложении парламента.

## Борьба за власть
В июне 1640 г. Аргайл получил от парламента страны полномочия по наведению порядка в Атолле и Ангусе. Он решительно взялся за это поручение и в короткие сроки не только подавил выступления роялистов и сжёг замок Эрли, но и захватил земли своих врагов (прежде всего кланов Гордон, Огилви, Стюарт), что сделало Аргайла повелителем всего западного и центрального Хайленда. Эти действия были восприняты рядом ковенантеров как попытка использования парламентских полномочий в личных целях. В августе 1640 г. даже сложился союз умеренных и демократически настроенных лидеров ковенантского движения (Монтроз, Роутс, Сифорт) против власти узкой олигархии во главе с Аргайлом.
Летом 1641 г. в Шотландию прибыл король Карл I в поисках союзников против начавшейся в Англии революции. Король пожаловал Аргайлу титул маркиза, даровал ему крупные земельные владения и денежные субсидии, назначил в состав правления государственного казначейства и возложил на него функции защиты шотландского побережья от возможных атак ирландских католиков. Аргайл использовал визит короля для ослабления враждебной ему группировки во главе с графом Монтрозом, которого он обвинил в заговоре с целью своего убийства, что привело к временному аресту Монтроза. Устранив влияние конкурентов маркиз ещё более увеличил свою власть в стране и пошёл на сближение с радикальной частью ковенантского движения и религиозными лидерами страны. Одновременно он не забывал о упрочении собственной власти в Хайленде, а в 1642 г. снарядил из солдат своего клана экспедицию в Ольстер на подавление восстания католиков.

## Гражданские войны
С началом в 1642 г. гражданской войны в Англии Аргайл выступил за вступление Шотландии в войну на стороне английского парламента. Маркиза поддержала генеральная ассамблея и значительная часть членов парламента Шотландии, тогда как большинство членов правительства, во главе с Гамильтоном, были против. Тем не менее, используя стремление ковенантеров распространить пресвитерианскую веру на соседние страны, Аргайл и его сторонники добились в 1643 г. заключения военно-религиозного союза английского и шотландского парламентов, известного под названием «Торжественная лига и Ковенант». В начале 1644 г. шотландские войска вступили на территорию Англии и присоединились к военным действиям против короля. Вместе с ними в Англию прибыл и маркиз Аргайл, в качестве командующего шотландской кавалерией и члена Комитета обоих королевств.

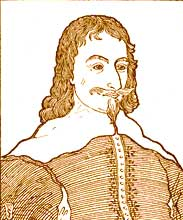
Маркиз Аргайл

Но уже в марте 1644 г., когда в самой Шотландии вспыхнула гражданская война, Аргайл вернулся на родину и достаточно быстро подавил выступление роялистов в Абердиншире. Однако в июле в Арднамурхане высадилась ирландская армия Аласдера Макдональда, большинство солдат которой являлись членами резко враждебных Аргайлу горных кланов (прежде всего клана Макдональд). Во главе этой армии встал маркиз Монтроз, назначенный королём наместником Шотландии. Попытки Аргайла остановить продвижение роялистов провалились: 28 октября 1644 г. его войска были разбиты Монтрозом в битве при Фиви. Арчибальд сложил с себя функции командующего и удалился в свой замок Инверари. Однако в декабре того же года армия роялистов вторглась в Аргайл, заставив маркиза бежать, и занялась систематическим разорением земель Арчибальда, одновременно изгоняя и уничтожая мирных жителей клана Кэмпбелл. В феврале 1645 г. Аргайлу удалось вытеснить горцев на север, но в битве при Инверлохи его войска были наголову разбиты Монтрозом, а сам маркиз вновь бежал на корабле. Триумфальное шествие роялистов по Шотландии продолжилось весной 1645 г. Аргайл уже не пытался лично командовать армиями ковенантеров, однако в качестве представителя правительства присутствовал в войсках, в том числе и во время их очередного разгрома в сражении при Килсайте. К счастью для ковенантеров, 13 сентября 1645 г. Монтроз потерпел решающее поражение при Филипхоу и власть парламента Шотландии была восстановлена. По свидетельству современников, именно Аргайл отдал приказ об убийстве всех пленённых ковенантерами горцев после этой битвы, руководствуясь собственным принципом «Мёртвые не кусаются». К весне 1646 г. Аргайлу удалось также изгнать ирландцев из своих владений.
Когда в 1646 г. Карл I сдался на милость шотландской армии, Арчибальд Кэмпбелл от имени правительства Шотландии участвовал в переговорах с королём об условиях его освобождения. Затем он отправился в Лондон, чтобы способствовать укреплению англо-шотландского союза и утверждению пресвитерианства в Англии. В рамках этого визита Аргайл принял участие в Вестминстерской ассамблее богословов. Однако в конце 1647 г. большинство членов шотландского правительства выступило за союз с королём против «индепендентов», захвативших власть в Англии. Был заключён «Ингейджмент» между лидерами ковенантеров (Лаудон, Ланарк и Лодердейл) и Карлом I о военном союзе. Аргайл выступил против этого соглашения, но остался в меньшинстве и был фактически отстранён от власти в Шотландии. «Ингейджеры» сформировали новую армию, во главе которой встал герцог Гамильтон, которая вторглась в Англию, однако 19 августа 1648 г. была разбита Оливером Кромвелем в битве при Престоне.

## Правление радикалов
Поражение «ингейджеров» вызвало восстание радикальных пресвитериан юго-западной Шотландии. Во главе этих банд «виггаморов» (скотокрадов) встал маркиз Аргайл. Под его руководством восставшие вступили в Эдинбург и свергли умеренное правительство. У власти оказалось наиболее радикальное крыло ковенантеров и их лидер — маркиз Аргайл, которого поддержали лорд-канцлер Лаудон и командующие шотландскими войсками Ливен и Лесли. Правительство Аргайла обратилось за помощью к Кромвелю и приняло в 1649 г. «Акт о классах», запрещающий занятие государственных должностей «ингейджерам» и роялистам.
Однако казнь короля Карла I в Англии вновь расколола общественное мнение Шотландии. Часть ковенантеров высказалась за реставрацию его сына, Карла II. Аргайл поддержал эту идею, однако при условии принятия новым королём жёстких условий правительства. Тем временем был схвачен Монтроз, давний враг Арчибальда Кэмпбелла, который в начале 1650 г. был казнён, причём Аргайл выступал свидетелем обвинения на процессе против Монтроза. После подписания Карлом II Бредского соглашения и принятия им Ковенанта, король летом 1650 г. прибыл в Шотландию. Аргайл тем не менее остался во главе шотландского правительства.
3 сентября 1650 г. армия ковенантеров была разбита войсками Кромвеля в битве при Данбаре. Создалась реальная угроза завоевания страны англичанами. Это заставило правительство пойти на уступки королю. В свою очередь, Карл II пообещал Аргайлу за его поддержку герцогство и орден Подвязки, начались также переговоры о браке молодого короля и дочери маркиза. 1 января 1651 г. Аргайл короновал Карла II в Скуне королём Шотландии. Началось формирование единой национальной армии, включающей не только радикальных ковенантеров, но и роялистов и «ингейджеров». Это, однако, вызвало новый раскол движения: наиболее крайнее крыло пресвитериан отказались поддержать сотрудничество с королём и образовали партию ремонстрантов. Аргайл оказался в стане более умеренных резолюционистов, которым удалось добиться большинства в парламенте и отменить «Акт о классах».
Укрепление власти короля привело вскоре к падению влияния Аргайла. В правительстве Шотландии вновь стали доминировать «ингейджеры», сложился план нового шотландского вторжения в Англию. В результате Арчибальд Кэмпбелл покинул двор короля и удалился в свой замок Инверари. Военные операции шотландцев против Оливера Кромвеля, однако, вновь провалились: в сентябре 1651 г. армия Карла II была наголову разгромлена англичанами в битве при Вустере, король бежал во Францию, к концу весны следующего года вся Шотландия была оккупирована войсками Кромвеля.

## Кромвель и Реставрация
Завоевание Шотландии означало крах всей политики Аргайла. Он потерял всякое влияние и в августе 1652 г. был вынужден подчиниться режиму Кромвеля. В то же время Аргайла настиг тяжёлый финансовый и личный кризис: его владения были истощены и заложены, а отношения со старшим сыном испортились до такой степени, что маркиз обратился к англичанам с просьбой выделить ему охрану. В 1655 г. Аргайл был даже арестован за долги, правда вскоре отпущен на свободу. С другой стороны, маркиз не пытался бороться с режимом Кромвеля: в 1653 г. он поддержал подавление англичанами роялистского восстания в Хайленде (в котором участвовал и его сын), а в 1659 г. в качестве депутата от Абердиншира вошёл в последний парламент Ричарда Кромвеля.
После Реставрации Стюартов в 1660 г. Аргайл прибыл ко двору короля Карла II, надеясь на примирение, однако был немедленно арестован и брошен в Тауэр. В 1661 г. он предстал перед судом в Эдинбурге по обвинению в государственной измене и соучастии в убийстве короля Карла I. Аргайлу удалось снять с себя эти обвинения, однако было доказано его сотрудничество с режимом Кромвеля, что повлекло приговор о конфискации владений и смертной казни. 27 мая 1661 г. Арчибальд Кэмпбелл был обезглавлен. Его голова была насажена на ту же самую пику Эдинбургского замка, что и голова Монтроза, старого врага Аргайла, одиннадцатью годами ранее.
В 1895 г. в Эдинбурге, в церкви Св. Эгидия, был воздвигнут памятник в честь маркиза Аргайла, пламенного ковенантера и защитника конституционных свобод шотландского народа.

## Семья
В августе 1626 года Арчибальд Кэмпбелл женился на леди Маргарет Дуглас (1610 — 13 марта 1677/1678), дочери Уильяма Дугласа, 7-го графа Мортона, и леди Энн Кейт. У супругов было двое сыновей и четыре дочери:
- Арчибальд Кэмпбелл, 9-й граф Аргайл (26 февраля 1628 — 30 июня 1685), преемник отца
- Лорд Нейл Кэмпбелл[англ.] (ок. 1630 — апрель 1692)
- Леди Джин Кэмпбелл (? — 31 июля 1712), муж — Роберт Керр, 1-й маркиз Лотиан (1636—1702/1703)
- Леди Мэри Кэмпбелл (? — 4 февраля 1690/1691), 1-й муж — Джордж Сиклер, 6-й граф Кейтнесс (? — 1676), 2-й муж — Джон Кэмпбелл из Гленорчи, 1-й граф Бредалбейн и Холланд (ок. 1635—1717).
- две другие дочери.

## Образ в культуре
- Является одним из персонажей исторического романа «Легенда о Монтрозе» (1819) Вальтера Скотта.